# Джэксон (округ, Теннесси)
Округ Джэксон (англ. Jackson County) располагается в США, штате Теннесси. По состоянию на 2010 год, численность населения составляла 11 638 человек. Был основан 6 ноября 1801 года, получил своё название в честь седьмого президента США Эндрю Джексона.

## География
По данным Бюро переписи США, общая площадь округа равняется 828 км², из которых 800 км² — суша, и 28 км², или 3,34 % — это водоёмы.

## Демография
По данным переписи населения 2000 года в округе проживает 10 984 жителя в составе 4466 домашних хозяйств и 3139 семей. Плотность населения составляет 14 человек на км². На территории округа насчитывается 5 163 жилых строения, при плотности застройки около 6-ти строений на км². Расовый состав населения: белые — 98,63 %, афроамериканцы — 0,15 %, коренные американцы (индейцы) — 0,34 %, азиаты — 0,06 %, гавайцы — 0,03 %, представители других рас — 0,12 %, представители двух или более рас — 0,67 %. Испаноязычные составляли 0,81 % населения независимо от расы.
В составе 28,80 % из общего числа домашних хозяйств проживают дети в возрасте до 18 лет, 55,30 % домашних хозяйств представляют собой супружеские пары, проживающие вместе, 10,30 % домашних хозяйств представляют собой одиноких женщин без супруга, 29,70 % домашних хозяйств не имеют отношения к семьям, 25,50 % домашних хозяйств состоят из одного человека, 10,20 % домашних хозяйств состоят из престарелых (65 лет и старше), проживающих в одиночестве. Средний размер домашнего хозяйства составляет 2,43 человека, и средний размер семьи — 2,89 человека.
Возрастной состав округа: 22,30 % — моложе 18 лет, 7,80 % — от 18 до 24, 28,20 % — от 25 до 44, 26,80 % — от 45 до 64, и 15,00 % — от 65 и старше. Средний возраст жителя округа — 40 лет. На каждые 100 женщин приходится 97,80 мужчин. На каждые 100 женщин старше 18 лет приходится 94,90 мужчин.
Средний доход на домохозяйство в округе составлял 26 502 USD, на семью — 32 088 USD. Среднестатистический заработок мужчины был 24 759 USD против 19 511 USD для женщины. Доход на душу населения был 15 020 USD. Около 15,10 % семей и 18,10 % общего населения находились ниже черты бедности, в том числе — 15,10 % молодежи (тех, кому ещё не исполнилось 18 лет) и 22,50 % тех, кому было уже больше 65 лет.